# جارتسویل (مریلند)
جارتسویل (به انگلیسی: Jarrettsville) شهری در ایالت مریلند کشور ایالات متحده آمریکا است که جمعیت آن در سرشماری سال ۲۰۱۰ میلادی، ۲٬۹۱۶ نفر بوده‌است.